# Meseta diseccionada

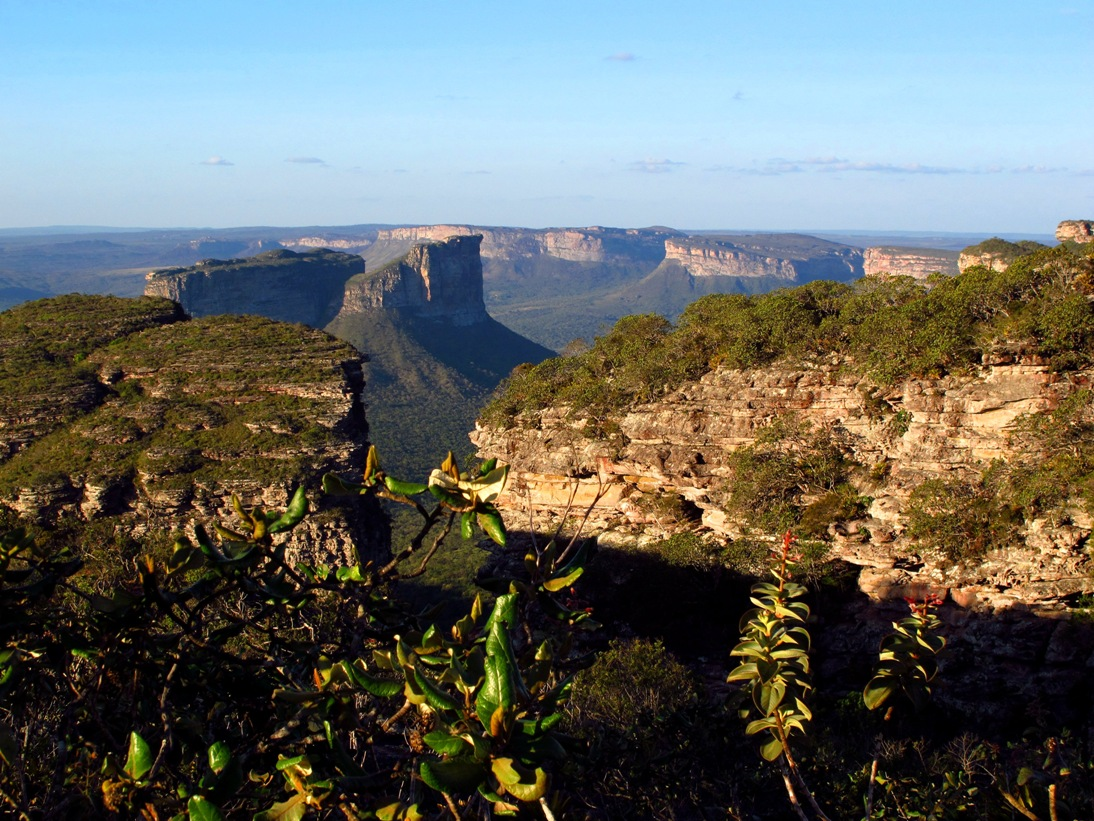
Vista de la meseta diseccionada en la Chapada Diamantina (Brasil).

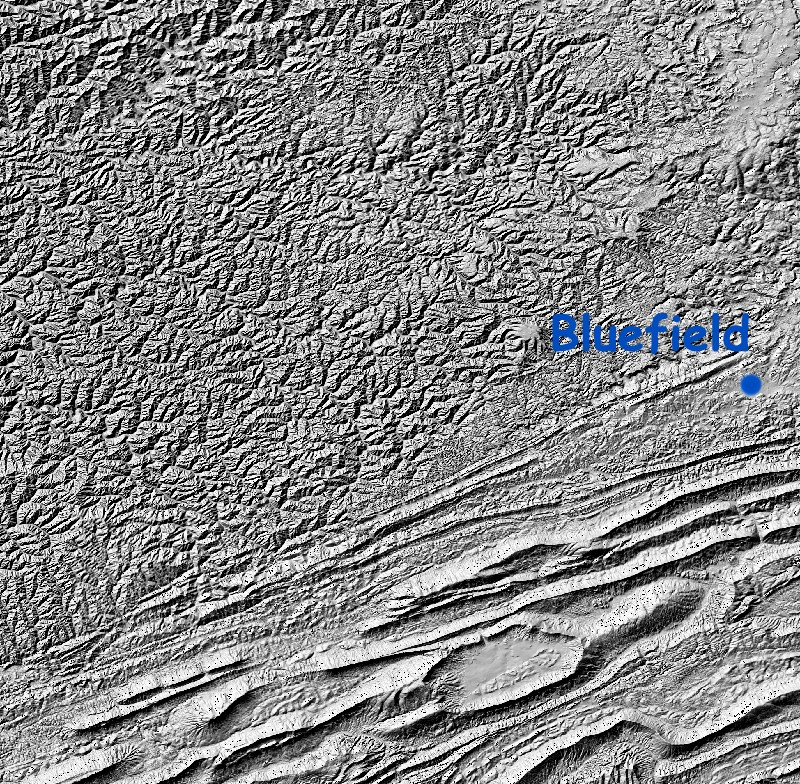
Mapa físico de la meseta de Cumberland y cordillera y valle de los Apalaches en la frontera entre Virginia / Virginia Occidental (Estados Unidos)

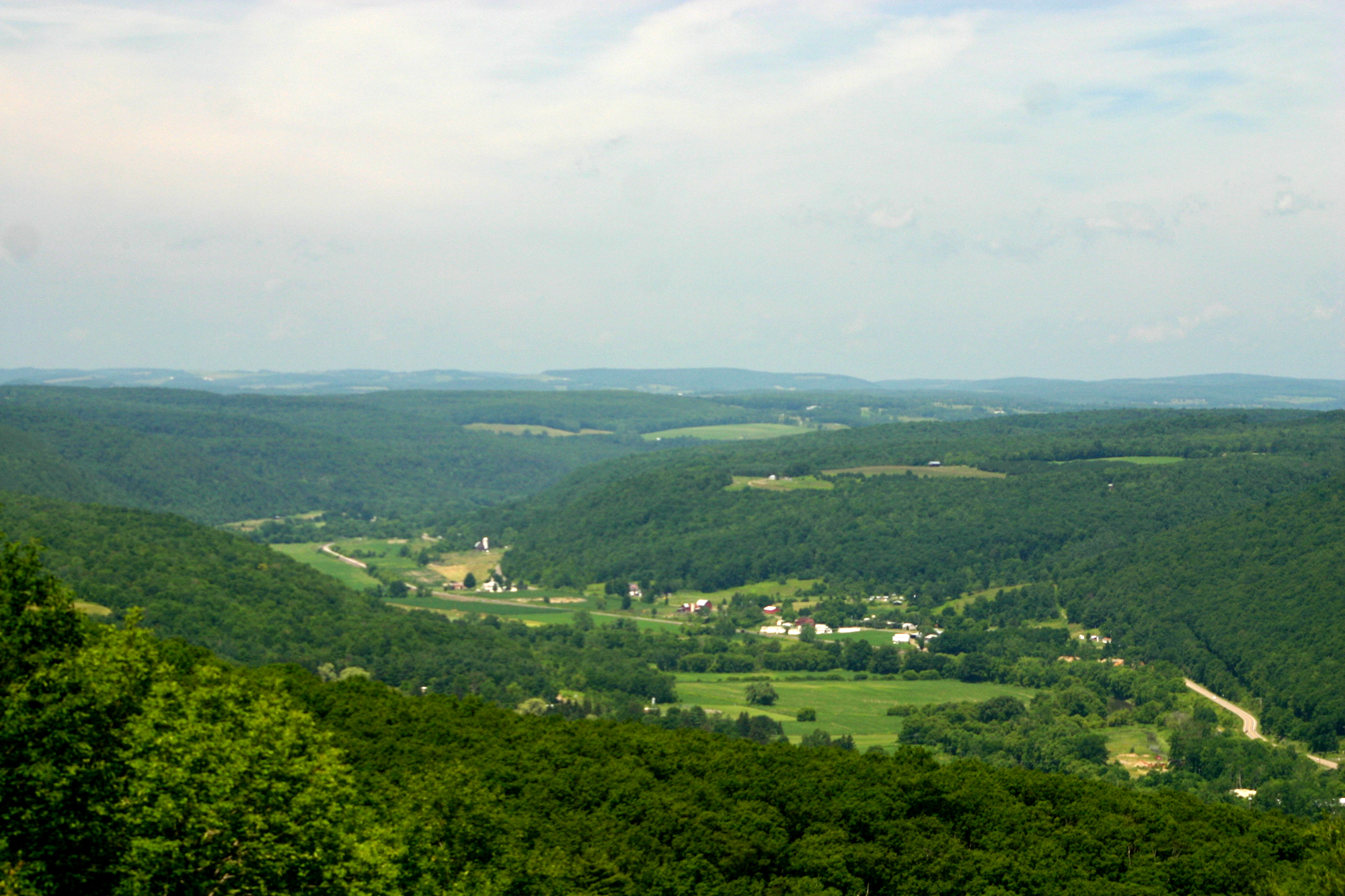
Vista de la meseta de Allegheny (Estados Unidos): el efecto de la glaciación de Wisconsin en esta zona de la meseta eliminó los relieves, como se observa en las zonas sin glaciar de la meseta. La línea de picos distantes se aproxima al nivel de una penillanura que fue levantada para formar la meseta.

Una meseta diseccionada (del inglés: dissected plateau) es una meseta que se ha visto gravemente erosionada de modo que su relieve es abrupto. Dicha área puede ser denominada como montañosa, pero las mesetas diseccionadas son distinguibles de los cinturones montañosos orogénicos por la falta de plegamiento, metamorfismo, extensas fallas o actividad magmática que acompaña las orogenias.
La meseta de Allegheny, la meseta de Cumberland, la meseta de Ozark, las montañas de Catskill y las montañas Azules de Australia son ejemplos de mesetas diseccionadas formadas después de levantamientos regionales. Estos antiguos levantamientos han sido erosionados por arroyos y ríos hasta desarrollar un relieve abrupto no distinguible inmediatamente de las montañas. Muchas áreas de la meseta de Allegheny y de la meseta de Cumberland, que están en el borde occidental de las montes Apalaches del este de América del Norte, son llamadas "montañas", pero en realidad son mesetas diseccionadas. Se puede estar en la cima de una de estas altas "montañas" y notar que todas las otras cimas tienen casi su misma altura, que representa el perfil original de la elevación de la llanura antes de su levantamiento y, posterior erosión con el tiempo.
Una meseta diseccionada también se puede formar, o crear, por lo general en una escala relativamente pequeña, por la nivelación de terreno por cepillado y deposición bajo una indlandsis o quizás, de un campo de hielo. Después, durante la misma o una glaciación posterior, los márgenes de la llanura  de till glaciar son removidos por los glaciares, dejando una meseta en la que la erosión del agua talla los valles. Tal meseta puede ser plana o suavemente  inclinada, pero pueden ser distinguidas por las tapas sobre sus colinas. Los till glaciar siguen siendo ampliamente conocidos en Gran Bretaña por el antiguo nombre de cantos rodados de arcilla (boulder clay).
Una meseta volcánica diseccionada es la meseta del Pajarito en Nuevo México, en la falda de la enorme Valles Caldera. Las porciones aisladas de esta meseta se conocen como mesas, y las porciones largas y conectados se conoce como potreros.